# Найсильніша людина Бельгії
Найсильніша людина Бельгії (нід. Sterkste Man van België) — щорічне змагання серед ломусів що проводить у Бельгії починаючи з 2008 року. Найбільше перемог має Джиммі Лоурейс — п'ять (з 2008 до 2012).
| Рік  | Переможець       | Друге місце        | Третє місце      |
| ---- | ---------------- | ------------------ | ---------------- |
| 2008 | Джиммі Лоурейс   | Саймон Де Воґелаер | Джеффрі Філіпс   |
| 2009 | Джиммі Лоурейс   | Саймон Де Воґелаер | Карел Ван Гулсел |
| 2010 | Джиммі Лоурейс   | Карел Ван Гулсел   | Дідьє Ван Гамм   |
| 2011 | Джиммі Лоурейс   | Давід Де Вос       | Майкл Дюбуа      |
| 2012 | Джиммі Лоурейс   | Карел Ван Гулсел   | Раф Бенщ         |
| 2013 |                  |                    |                  |
| 2014 | Карел Ван Гулсел | Ігнат Маенгут      | Раф Бенщ         |
| 2015 | Невідомо         | Невідомо           | Невідомо         |

## Найсильніша Людина Бельгії 2013
Після виграшу свого шостого титулу переможця в крові Джиммі Лоурейса було виявлено допінґ. Відповідно його було усунено від змагань до 15 вересня 2015 року. Сам Лоурейс не заперечував.